# Hyles rufescens
Hyles rufescens är en fjärilsart som beskrevs av Gatnar. 1906. Hyles rufescens ingår i släktet Hyles och familjen svärmare. Inga underarter finns listade i Catalogue of Life.